# Xtep International
Xtep International Holdings Limited — китайская компания, специализирующаяся на разработке, производстве и продаже спортивных товаров, в том числе одежды, обуви и аксессуаров. Основана в 2001 году, штаб-квартира расположена в городе Сямынь.

## История
В 1987 году семья Дин основала в Цзиньцзяне фабрику, которая шила спортивную обувь для известных международных брендов. В 2001 году  бизнесмен Дин Шуйпо основал в Сямыне компанию Xtep International. Для продвижения своего бренда обуви он привлёк гонконгскую кинозвезду Николаса Це. С июня 2008 года акции компании торгуются на Гонконгской фондовой бирже. В 2012 году Xtep презентовала коллекцию профессиональных кроссовок для бега и начала спонсировать марафоны в материковом Китае.
В 2016 году компания основала первую в стране лабораторию по исследованию бега. В марте 2019 года Xtep International перешла к мультибрендовой стратегии развития и создала совместное предприятие с американской корпорацией Wolverine World Wide для продвижения в материковом Китае, Гонконге и Макао спортивной одежды и обуви под брендами Saucony и Merrell. 
В августе 2019 года Xtep International завершила приобретение у южнокорейского конгломерата E-Land Group за 260 млн долларов компаний E-Land Footwear / K-Swiss Holdings, которые владели спортивными брендами K-Swiss, Palladium, Supra, PLDM и KR3W. В том же 2019 году благодаря сотрудничеству с Джереми Лином Xtep запустила баскетбольную линейку.
Пандемия COVID-19 в Китае привела к падению продаж компании и закрытию некоторых магазинов (наиболее значительные убытки понесли бренды K-Swiss и Palladium). По итогам 2023 года выручка Xtep International составила 14,34 млрд юаней, при этом выручка основного бренда Xtep достигла 11,94 млрд юаней. В мае 2024 года Xtep International продала за 151 млн долларов своему главе и основному акционеру Дин Шуйпо дочернюю компанию KP Global, которой принадлежат бренды K-Swiss и Palladium.

## Деятельность
Xtep International работает в нескольких ценовых сегментах: бренд для массового рынка Xtep, бренды повседневной спортивной одежды K-Swiss и Palladium, профессиональные спортивные бренды Saucony и Merrell (последние два — лицензия на сбыт в материковом Китае). Розничная сеть Xtep International насчитывает 8,5 тыс. магазинов в Китае и за рубежом.
Под брендом Xtep работает около 6,6 тыс. магазинов, остальные — под другими брендами группы. Xtep International имеет лабораторию спортивной обуви для бега. Основную часть обуви (66 %) и одежды (90 %) для Xtep производят аутсорсинговые поставщики. Собственные фабрики компании расположены в провинциях Фуцзянь (три предприятия в Цюаньчжоу), Хунань и Аньхой. 
Xtep International спонсировал крупные спортивные мероприятия и известные команды (в том числе соревнования по бегу, футбольные клубы «Бирмингем Сити», «Вильярреал», «Аш-Шабаб» и «Аль-Иттихад»), развлекательные шоу, а также звёзд спорта и шоу-бизнеса (в том числе американского баскетболиста Джереми Лина, китайского актёра Ван Хэди и китайскую атлетку Гун Лицзяо).

## Акционеры
По состоянию на 2024 год крупнейшими акционерами Xtep International были семья основателя Дин Шуйпо (52 %), China Asset Management (1,73 %) и China Merchants Fund Management (1,58 %).

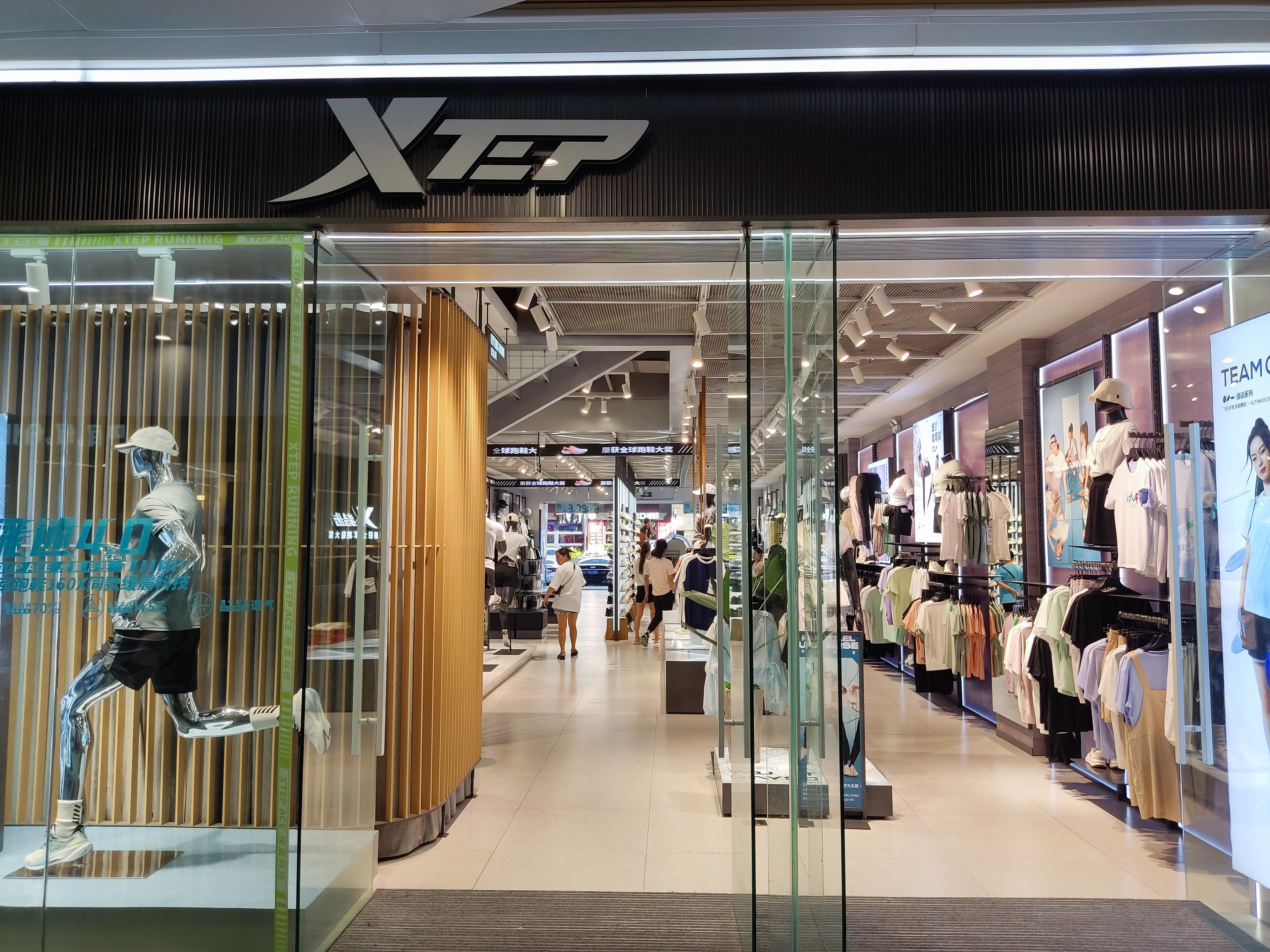
Магазин Xtep в Шэньчжэне
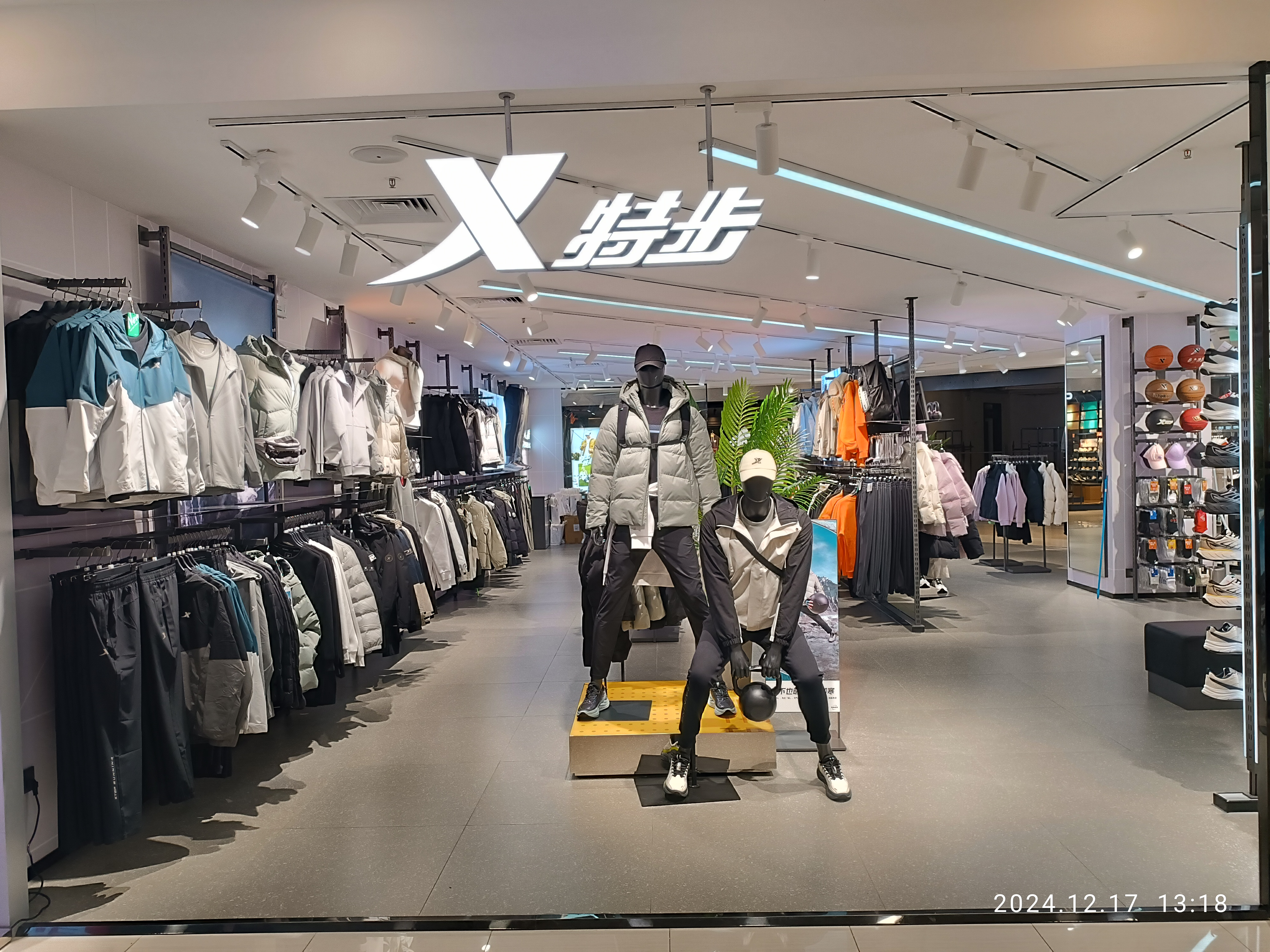
Магазин Xtep в Дунгуане
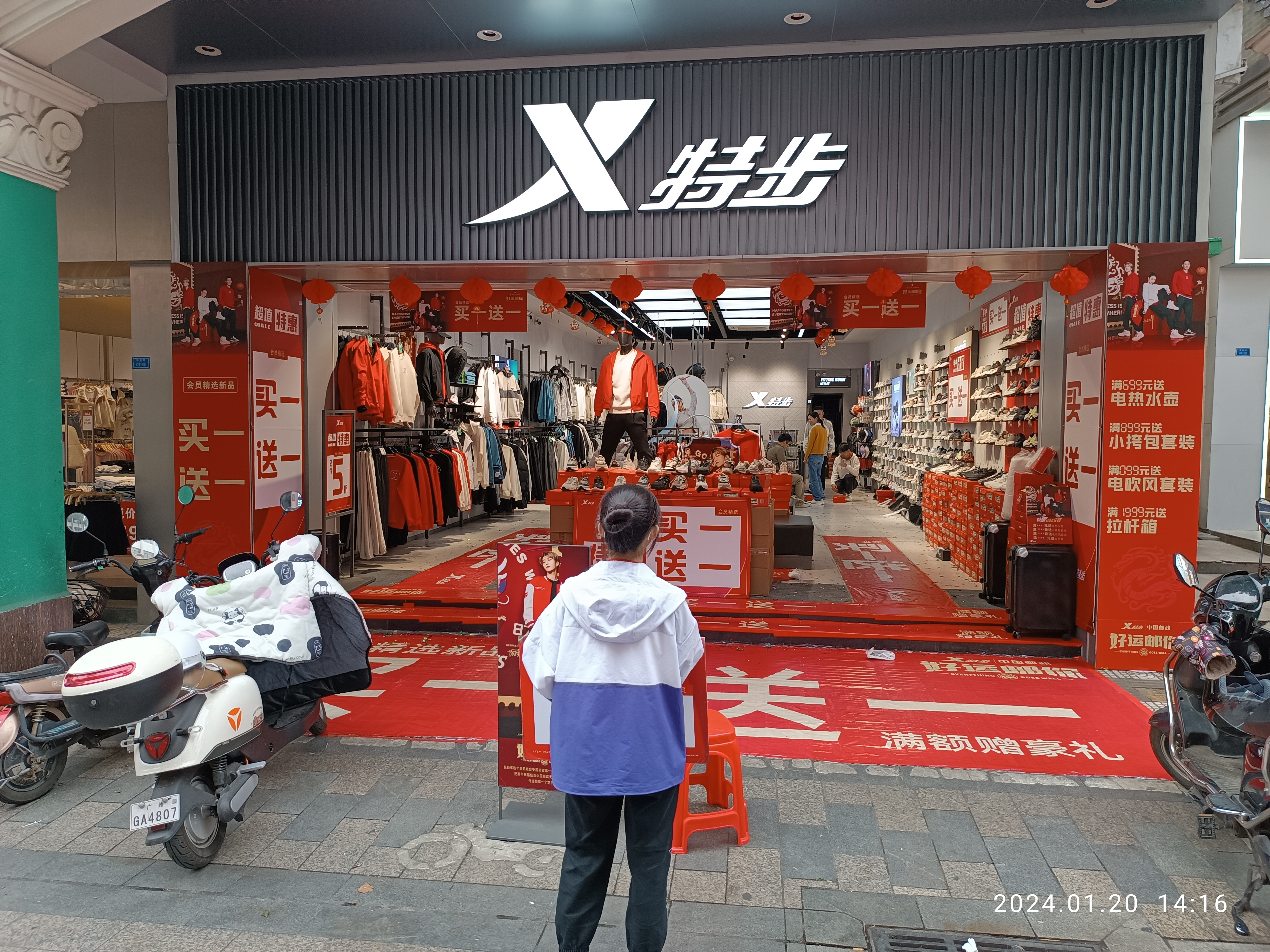
Магазин Xtep в Фошане
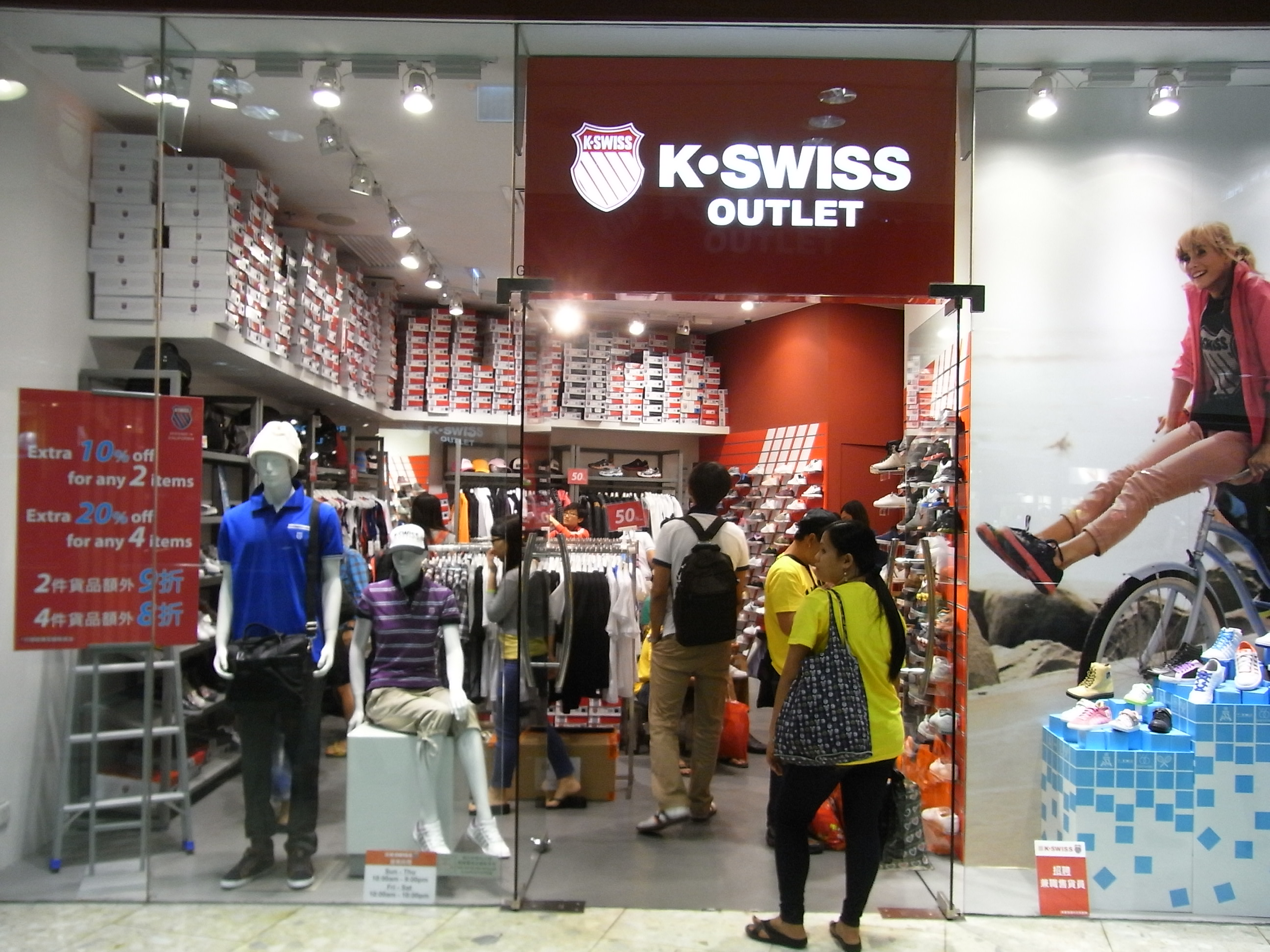
Магазин K-Swiss в Гонконге